# 우리의 아침
《우리의 아침, 조경아입니다》는 대한민국의 방송국인 한국방송공사의 라디오 채널 KBS 해피FM(수도권 FM 106.1MHz, AM 603kHz)에서 매일 아침 7시부터 오전 9시까지 방송되는 아침 정보 전문 라디오 프로그램이다.

## DJ
- 성우 조경아 (여)

## 역사
2023년 12월 31일까지 방송된 김태훈의 프리웨이 후속으로 같은 시간대에 편성되어 2024년 1월 1일부터 방송중이다.
2024년 11월 4일부터 각 지역총국 해피FM에서 본 프로그램 대신 FM대행진이 송출로, 수도권에서만 송출 중이다. 단, 첫방송 시작한지 10개월만이다.
단, 2025년 1월 1일 새해 첫날이 되는 1주년을 맞는다.

## 역대 방송시간
| 방송 채널  | 방송 기간             | 방송 시간                  |
| ---------- | --------------------- | -------------------------- |
| KBS 해피FM | 2024년 1월 1일 ~ 현재 | 매일 아침 7:00 ~ 오전 9:00 |

## 같이 보기
- 아침 정보
- 이슬기의 상쾌한 아침 (KBS 2라디오, KBS 쿨FM)
- 세상을 여는 아침 이영은입니다, 굿모닝FM 테이입니다 (MBC FM4U)
- 김용신의 그대와 여는 아침 (CBS 음악FM)